# Кизелер, Катрин
Катрин Кизелер (нем. Katrin Kieseler; 24 февраля 1977, Западный Берлин) — немецкая и австралийская гребчиха-байдарочница, выступала за сборные Германии и Австралии во второй половине 1990-х — первой половине 2000-х годов. Чемпионка мира и Европы, победительница многих регат национального и международного значения.

## Биография
Катрин Кизелер родилась 24 февраля 1977 года в Западном Берлине.
Первого серьёзного успеха на взрослом международном уровне добилась в 1997 году, когда попала в основной состав немецкой национальной сборной и побывала на чемпионате мира в канадском Дартмуте, откуда привезла награду золотого достоинства, выигранную в зачёте четырёхместных байдарок на дистанции 500 метров совместно с Биргит Фишер, Анетт Шук и Катрин Вагнер. Три года спустя выступила на чемпионате Европы в польской Познани, где трижды поднималась на пьедестал почёта: в двойках вместе с напарницей Биргит Фишер получила серебро на двухстах метрах, бронзу на пятистах метрах и одержала победу на тысяче метрах.
В 2001 году Кизелер получила австралийское гражданство и начиная с этого момента начала представлять национальную сборную Австралии. В частности, в дебютном сезоне за новую команду завоевала серебряную медаль на чемпионате мира в Познани, в паре с Катрин Борхерт заняла второе место в программе байдарок-двоек на километровой дистанции. Последний раз показала сколько-нибудь значимый результат на международной арене в 2003 году, когда выиграла бронзу в километровой гонке четырёхместных экипажей на мировом первенстве в американском Гейнсвилле — при этом её партнёршами были Пола Харви, Шанталь Мик и Аманда Рэнкин. Вскоре по окончании этих соревнований приняла решение завершить карьеру профессиональной спортсменки, уступив место в сборной молодым австралийский гребчихам.